# Стожа
Стожа (болг. Стожа) — село в Благоевградской области Болгарии. Входит в состав общины Сандански. Находится примерно в 7 км к северо-востоку от центра города Сандански и примерно в 49 км к югу от центра города Благоевград. По данным переписи населения 2011 года, в селе  проживало 122 человека, преобладающая национальность — болгары.

## Население
| Год     | 1934 | 1946 | 1956 | 1965 | 1975 | 1985 | 1992 | 2001 | 2011 |
| ------- | ---- | ---- | ---- | ---- | ---- | ---- | ---- | ---- | ---- |
| Жителей | 174  | 221  | 214  | 197  | 156  | 173  | 168  | 151  | 122  |

|  |